# 케이틀린 오헤니

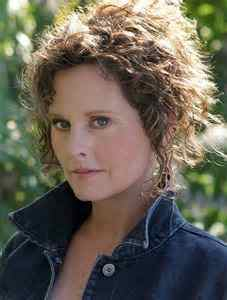

케이틀린 오헤니(Caitlin O'Heaney, 1953년 8월 16일 ~ )는 미국의 배우, 영화배우, 텔레비전 배우이다.

## 방송
- 애꾸눈 해피

## 영화
- 엠퍼러스 클럽 (2002년)
- 3시의 결투 (1987년) - 미스 파머 역
- 애니그마 (1987년)
- 미녀와 야수 (1987년)
- 애꾸눈 해피 (1982년)
- 어둠의 방랑자 (1980년)
- 세비지 위크엔드 (1979년)